# Tysjatja vtoraja chitrost
Tysjatja vtoraja chitrost (ryska: Тысяча вторая хитрость, fritt översatt Tusen och två knep) är en rysk stumfilm från 1915, regisserad av Jevgenij Bauer.
Handlingen baseras på en pjäs av Vladimir Azov, ungefärligt titel "Tusen och en knep", om hur en äldre make köper en bok för att lära sig de listiga knep unga fruar använder för att lura sina äkta makar. I filmens avslutning konstaterar frun att hon kommit på "Tusen och två knep". 

## Rollista
- Sergej Rassatov – maken
- Lina (Emma) Bauer* – hustrun
- Sergej Kvasnitskij – älskaren

Emma Vasiljevna Bauer uppträdde i komediroller som Lina Bauer, och som Emma Bauer i dramatiska roller.